# Sosnowo (Resko)
Sosnowo (deutsch Zozenow) ist ein Dorf in der Woiwodschaft Westpommern in Polen. Es gehört zur Gmina Resko (Stadt- und Landgemeinde Regenwalde) im Powiat Łobeski (Labeser Kreis).

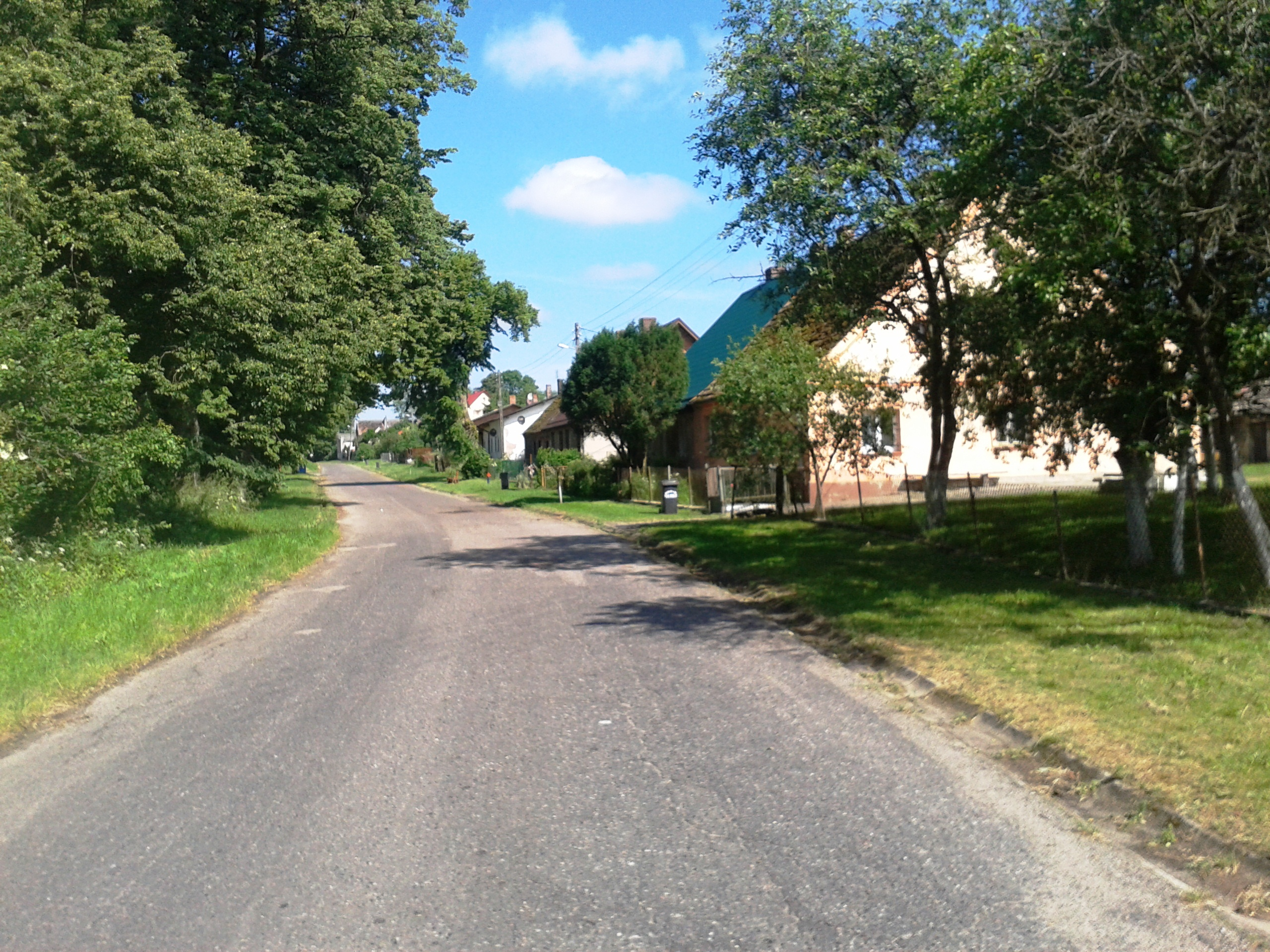
Ortsbild (Aufnahme von 2014)

## Geographische Lage
Das Dorf liegt in Hinterpommern, etwa 75 km nordöstlich von Stettin und etwa 7 km östlich von Resko (Regenwalde). 
Südlich des Dorfes verläuft in West-Ost-Richtung die Woiwodschaftsstraße 152. Der nächste Nachbarort ist Starogard (Stargordt), etwa 1 km südöstlich an der Woiwodschaftsstraße gelegen. 

## Geschichte
Auf der Großen Lubinschen Karte des Herzogtums Pommern von 1618 ist das Dorf als „Sotznow“ eingetragen. 
Bis 1945 bildete Zozenow eine Landgemeinde im Kreis Regenwalde der Provinz Pommern. Die Gemeinde zählte im Jahre 1933 238 Einwohner und im Jahre 1939 243 Einwohner. Zu der Gemeinde gehörten neben Zozenow selbst die Wohnplätze Chausseehaus und Neu Zozenow.
1945 kam Zozenow, wie ganz Hinterpommern, an Polen. Der Ortsname wurde zu „Sosnowo“ polonisiert.

## Söhne und Töchter des Ortes
- Ernst Ludwig von Borcke (1702–1772),  preußischer Oberst, zuletzt Kommandant der Festung Minden und Chef eines Landregiments